# Редон Джиджа
Редон Джиджа (алб. Redon Xhixha, нар. 14 липня 1998, Лячі) — албанський футболіст, нападник алжирського клубу «Белуїздад» та національної збірної Албанії.
Виступав також за клуби «Лачі» та «Тирана».
Чемпіон Албанії. Володар Суперкубка Албанії. Триразовий чемпіон Азербайджану. 

## Клубна кар'єра
Народився 14 липня 1998 року в місті Лячі.
У дорослому футболі дебютував 2017 року виступами за команду «Лачі», в якій провів чотири сезони, взявши участь у 129 матчах чемпіонату. Більшість часу, проведеного у складі «Лачі», був основним гравцем атакувальної ланки команди.
Своєю грою за цю команду привернув увагу представників тренерського штабу клубу «Тирана», до складу якого приєднався 2021 року. Відіграв за команду з Тирани наступні два сезони своєї ігрової кар'єри. Граючи у складі «Тирани» також здебільшого виходив на поле в основному складі команди. У складі «Тирани» був одним з головних бомбардирів команди, маючи середню результативність на рівні 0,54 гола за гру першості.
Протягом 2023—2025 років захищав кольори клубу «Карабах».
До складу клубу «Белуїздад» приєднався 2025 року. 

## Виступи за збірні
Протягом 2019–2020 років залучався до складу молодіжної збірної Албанії. На молодіжному рівні зіграв у 10 офіційних матчах.
У 2022 році дебютував в офіційних матчах у складі національної збірної Албанії.

## Статистика виступів

### Статистика клубних виступів
Станом на 10 листопада 2024
| Сезон               | Команда             | Чемпіонат           | Чемпіонат | Чемпіонат | Національний кубок | Національний кубок | Національний кубок | Континентальні кубки | Континентальні кубки | Континентальні кубки | Інші змагання | Інші змагання | Інші змагання | Усього | Усього |
| Сезон               | Команда             | Ліга                | Ігор      | Голів     | Ліга               | Ігор               | Голів              | Ліга                 | Ігор                 | Голів                | Ліга          | Ігор          | Голів         | Ігор   | Голів  |
| ------------------- | ------------------- | ------------------- | --------- | --------- | ------------------ | ------------------ | ------------------ | -------------------- | -------------------- | -------------------- | ------------- | ------------- | ------------- | ------ | ------ |
| 2017–18             | «Лачі»              | СЛ                  | 29        | 4         | КА                 | 7                  | 7                  | -                    | -                    | -                    | -             | -             | -             | 36     | 11     |
| 2018–19             | «Лачі»              | СЛ                  | 33        | 5         | КА                 | 4                  | 0                  | ЛЄ                   | 2                    | 0                    | СА            | 1             | 1             | 40     | 6      |
| 2019–20             | «Лачі»              | СЛ                  | 35        | 12        | КА                 | 2                  | 1                  | ЛЄ                   | 2                    | 0                    | -             | -             | -             | 39     | 13     |
| 2020–21             | «Лачі»              | СЛ                  | 32        | 5         | КА                 | 2                  | 0                  | ЛЄ                   | 2                    | 0                    | -             | -             | -             | 36     | 5      |
| Усього за «Лачі»    | Усього за «Лачі»    | Усього за «Лачі»    | 129       | 26        |                    | 15                 | 8                  |                      | 6                    | 0                    |               | 1             | 1             | 151    | 35     |
| 2021–22             | «Тирана»            | СЛ                  | 29        | 14        | КА                 | 4                  | 4                  | -                    | -                    | -                    | -             | -             | -             | 33     | 18     |
| 2022-січ. 2023      | «Тирана»            | СЛ                  | 17        | 11        | КА                 | 0                  | 0                  | ЛЧ+ЛК                | 2+2                  | 1+1                  | СКА           | 1             | 1             | 22     | 14     |
| Усього за «Тирану»  | Усього за «Тирану»  | Усього за «Тирану»  | 46        | 25        |                    | 4                  | 4                  |                      | 4                    | 2                    |               | 1             | 1             | 55     | 32     |
| січ.-черв. 2023     | «Карабах»           | ПЛ                  | 13        | 1         | КА                 | 0                  | 0                  | ЛЧ+ЛЄ+ЛК             | 0+0+2                | 0                    | -             | -             | -             | 15     | 1      |
| 2023–24             | «Карабах»           | ПЛ                  | 20        | 2         | КА                 | 3                  | 0                  | ЛЧ+ЛЄ                | 4+10                 | 5+0                  | -             | -             | -             | 37     | 7      |
| 2024–25             | «Карабах»           | ПЛ                  | 7         | 2         | КА                 | 0                  | 0                  | ЛЧ+ЛЄ                | 2+0                  | 1                    | -             | -             | -             | 9      | 3      |
| Усього за «Карабах» | Усього за «Карабах» | Усього за «Карабах» | 40        | 5         |                    | 3                  | 0                  |                      | 18                   | 6                    |               | -             | -             | 61     | 11     |
| Усього за кар'єру   | Усього за кар'єру   | Усього за кар'єру   | 215       | 56        |                    | 22                 | 12                 |                      | 28                   | 8                    |               | 2             | 2             | 267    | 78     |

### Статистика виступів за збірну
| Дата       | Місто    | Господарі         | Результат | Гості   | Турнір           | Голи | Примітки |
| ---------- | -------- | ----------------- | --------- | ------- | ---------------- | ---- | -------- |
| 26-10-2022 | Абу-Дабі | Саудівська Аравія | 1 – 1     | Албанія | товариський матч | -    | 47'      |
| 9-11-2022  | Марбелья | Катар             | 1 – 0     | Албанія | товариський матч | -    | 81'      |
| Усього     |          | Матчів            | 2         |         | Голів            | 0    |          |

| Дата     | Місто   | Господарі | Результат | Гості   | Турнір                             | Голи | Примітки |
| -------- | ------- | --------- | --------- | ------- | ---------------------------------- | ---- | -------- |
| 7-6-2019 | Стамбул | Туреччина | 2 – 2     | Албанія | Кваліфікація молодіжного Євро-2021 | -    | 85'      |
| Усього   |         | Матчів    | 1         |         | Голів                              | 0    |          |

## Титули і досягнення

### Командні
- Чемпіон Албанії (1):

«Тирана»: 2021/22
- Володар Суперкубка Албанії (1):

«Тирана»: 2022
- Чемпіон Азербайджану (3):

«Араба»: 2022-2023, 2023/24, 2024/25

### Особисті
- Футболіст року в Албанії: 2022